# Jörg R. J. Schirra
Jörg R. J. Schirra (* 3. August 1960 in Illingen, Saarland) ist ein deutscher Philosoph und Informatiker und Mitbegründer des Ingenieurstudiengangs Computervisualistik an der Otto-von-Guericke-Universität Magdeburg. Seine Forschungsgebiete liegen im Bereich der Künstlichen Intelligenz, Kognitionswissenschaft, Computervisualistik und Bildwissenschaft.

## Leben
Ab 1979 studierte Jörg R.J Schirra an der Universität des Saarlandes in Saarbrücken Informatik mit Nebenfach Physik. Er diplomierte 1986 im Bereich KI bei Wolfgang Wahlster. Zudem widmet er sich schon während seines Studiums intensiv philosophischen Studien (insbesondere bei Kuno Lorenz und Arno Ros). Ferner beschäftigte er sich mit Psychologie, Linguistik und Anthropologie.
Nach einer kürzeren Betätigung an der Universität Bremen promovierte Jörg R.J. Schirra 1994 an der Technischen Fakultät der Universität des Saarlandes im Bereich der bildverstehenden und sprachverstehenden Systeme – ebenfalls unter Betreuung von Wolfgang Wahlster. Die Dissertation trägt den Titel: Bildbeschreibung als Verbindung von visuellem und sprachlichem Raum – Eine interdisziplinäre Untersuchung von Bildvorstellungen in einem Hörermodell.
Nach einem postdoktoralen Forschungsaufenthalt 1994/95 am International Computer Science Institute an der University of California, Berkeley trat er Anfang 1996 eine Assistenzstelle am Institut für Simulation und Graphik (Fakultät für Informatik) der Otto-von-Guericke-Universität Magdeburg an. Dort war er zusammen mit Thomas Strothotte maßgeblich an der Entwicklung und Einführung des neuartigen Ingenieurstudiengangs Computervisualistik beteiligt. Er bekleidete zwischen 1996 und 2003 das Amt des Studienfachbetreuers und war so hauptverantwortlich für die inhaltliche und organisatorische Ausgestaltung des Diplomstudiengangs in dieser Zeit. Außerdem betreute er das Magdeburger interdisziplinäre Bildwissenschaftliche Kolloquium und führte im Wintersemester 1999/2000 mit einem Kollegen bundesweit erstmals eine universitäre Informatik-Lehrveranstaltung zu technischen und sozialen Aspekten von Computerspielen ein.
In Magdeburg habilitierte er sich 2005 mit der Arbeit Foundation of Computational Visualistics.
Seit 2003 ist Jörg R.J. Schirra freischaffender Wissenschaftler mit Lehrberechtigung an der Magdeburger Universität und Lehraufträgen an verschiedenen Hochschulen. Seine philosophisch-bildwissenschaftlichen Arbeiten stehen in engem Zusammenhang mit dem Werk von Klaus Sachs-Hombach, mit dem Schirra seit 2005 auch die Zeitschrift IMAGE herausgibt.

## Arbeitsschwerpunkte
Schirras wissenschaftliche Arbeit ist bisweilen stärker philosophisch-reflektierend geprägt, als das bei Informatikern sonst häufig der Fall ist. In vielen seiner Schriften geht es etwa um die Frage, welches Problem es denn eigentlich ist, das die Informatik in einem bestimmten Bereich zu lösen sich vorgenommen hat, und mit welchen Mitteln eine solche Lösung sinnvollerweise zu erreichen sein kann. Denn viele dieser Probleme betreffen den praktischen Lebenszusammenhang von Menschen und können daher auch nur vor einem entsprechenden human- und geisteswissenschaftlichen Hintergrund adäquat behandelt werden – eine „technokratische“ Betrachtungsweise, die die Probleme rein technisch lösen will, kann dabei nur zu kurz greifen. Wichtig ist in diesem Zusammenhang insbesondere seine argumentationstheoretischen Analyse des Zusammenhangs zwischen angewandter Informatik und jeweiligem Anwendungsgebiet, mit deren Hilfe er beispielsweise das Verhältnis von Computervisualistik und Bildwissenschaft genauer charakterisiert.
Erwähnenswert sind darüber hinaus auch seine Arbeiten zur Philosophie des Bildes. Philosophisch steht er dabei insbesondere Arno Ros nahe.

## Ausgewählte Publikationen
- J.R.J. Schirra, G. Bosch, C.K. Sung, G. Zimmermann: From Image Sequences to Natural Language: A First Step towards Automatic Perception and Description of Motion. In: Applied Artificial Intelligence, 1(3):287–305, 1987.
- J.R.J.Schirra: Connecting Visual and Verbal Space: Preliminary Considerations Concerning the Concept „Mental Image“. In: M. Aurnague, A. Borillo, M. Borillo and M. Bras (Hrsg.): Semantics of Time, Space, and Movement. Proceedings, Seiten 105–121, University Paul Sabatier, IRIT, Toulouse 1993.
- J.R.J. Schirra: A Contribution to Reference Semantics of Spatial Prepositions: The Visualization Problem and its Solution in VITRA. In: Cornelia Zelinsky-Wibbelt (Hrsg.): The Semantics of Prepositions – From Mental Processing to Natural Language Processing. Seiten 471–515, ISBN 3-11-013634-1, Mouton de Gruyter, Berlin, 1993.
- J.R.J. Schirra: Bildbeschreibung als Verbindung von visuellem und sprachlichem Raum – Eine interdisziplinäre Untersuchung von Bildvorstellungen in einem Hörermodell. Infix, St. Augustin, 1994. (Dissertation, ISBN 3-929037-71-8; ab 2000 wg. Änderungen beim Verlag: ISBN 3-932792-71-8)
- J.R.J. Schirra: Understanding Radio Broadcasts On Soccer: The Concept 'Mental Image' and Its Use in Spatial Reasoning. In: K. Sachs-Hombach (Hrsg.): Bilder im Geiste: Zur kognitiven und erkenntnistheoretischen Funktion piktorialer Repräsentationen. Rodopi, Amsterdam 1995, ISBN 90-5183-679-1, Seiten 107–136.
- J.R.J. Schirra: Syntaktische Dichte oder Kontinuität – Ein mathematischer Aspekt der Visualistik. In: bildgrammatik. interdisziplinäre forschungen zur syntax bildlicher darstellungsformen (herausgegeben und eingeleitet von klaus sachs-hombach und klaus rehkämper). Scriptum, Magdeburg, ISBN 3-933046-24-6, S. 103–119
- J.R.J. Schirra: Täuschung, Ähnlichkeit und Immersion: Die Vögel des Zeuxis. In: K. Sachs-Hombach, K. Rehkämpe (Hrsg.): Vom Realismus der Bilder: Interdisziplinäre Forschungen zur Semantik bildhafter Darstellungsformen. Scriptum, Magdeburg, 2000, ISBN 3-933046-37-8, S. 119–135.
- J.R.J. Schirra: A New Theme for Educating New Engineers: Computational visualistics. In: Global Journal of Engineering Education, Vol. 4, No. 1, June 2000, S. 73–82.
- J.R.J. Schirra: “Computer game design”: How to motivate engineering students to integrate technology with reflection. In: Proc. 4th Annual Conference of the UNESCO International Centre for Engineering Education, (Z.J. Pudlowski, ed.) Bangkok, 2001, ISBN 0-7326-2146-1, p. 165–169.
- J.R.J. Schirra, Stefan Carl-McGrath: Identifikationsformen in Computerspiel und Spielfilm. In: M. Strübel (Hrsg.): Film und Krieg – Die Inszenierung von Politik zwischen Apologetik und Apokalypse. Leske+Budrich, Leverkusen, verschoben auf Herbst 2002, ISBN 3-8100-3288-3, S. 149–163
- J.R.J. Schirra: Bilder – Kontextbilder. In: K. Sachs-Hombach (Hrsg.): Bildhandeln – Interdisziplinäre Forschungen zur Pragmatik bildhafter Darstellungsformen. Skriptum, Magdeburg 2001, ISBN 3-933046-38-6, Seiten 77–100.
- J.R.J. Schirra: Computervisualistik. In: K. Sachs-Hombach (Hrsg.): Bildwissenschaft. Disziplinen, Themen, Methoden. Suhrkamp, Frankfurt/M. 2005, ISBN 3-518-29351-6, Seiten 268–280.
- J.R.J. Schirra: Ein Disziplinen-Mandala für die Bildwissenschaft – Kleine Provokation zu einem Neuen Fach. In: IMAGE: Journal of Interdisciplinary Image Science. Vol. I: Bildwissenschaft als interdisziplinäres Unternehmen. Eine Standortbestimmung. 2005. Herbert-von-Halem-Verlag, Köln, ISSN 1614-0885
- J.R.J. Schirra: Foundation of Computational Visualistics. Deutscher Universitäts-Verlag, Wiesbaden 2005, ISBN 3-8350-6015-5
- J.R.J. Schirra: Begriffsgenetische Betrachtungen in der Bildwissenschaft: Fünf Thesen. In: K. Sachs-Hombach (Hrsg.): Bild und Medium. Kunstgeschichtliche und philosophische Grundlagen der interdisziplinären Bildwissenschaft. Herbert von Halem Verlag, 2006, ISBN 3-938258-22-5
- J.R.J. Schirra, K. Sachs-Hombach: Bild und Wort. Ein Vergleich aus bildwissenschaftlicher Sicht. In: Essener Linguistische Skripte – elektronisch (ELiSe) Jahrgang 6, 2006, Heft 1, pp. 51–72. ISSN 1617-5425
- J.R.J. Schirra, K. Sachs-Hombach: Fähigkeiten zum Bild- und Sprachgebrauch. In: Deutsche Zeitschrift für Philosophie. Zweimonatsschrift der internationalen philosophischen Forschung. Band 54/6, 2006, pp. 887–905. Berlin, ISSN 0012-1045.
- J.R.J. Schirra, K. Sachs-Hombach: To Show and To Say: Comparing the Uses of Pictures and Language. In: Studies in Communication Sciences Band 7(2007)/2, pp. 35–62.
- K. Sachs-Hombach, J.R.J. Schirra (Hrsg.): Origins of Pictures. Anthropological Discourses in Image Science. Köln: Halem, 2013 (ISBN 978-3-86962-057-2).
- J.R.J. Schirra, D. Liebsch, M. Halawa und E. Birk sowie E. Schürmann (Hrsg.): Glossar der Bildphilosophie.